# Třída Paul Revere
Třída Paul Revere byla třída útočných transportních lodí námořnictva Spojených států amerických. Celkem byly postaveny dvě jednotky této třídy. Námořnictvo je provozovalo v letech 1958–1980 a poté byly prodány Španělsku. Španělské námořnictvo je provozoval od roku 2000. Plavidlo USS Paul Revere bylo intenzivně nasazeno za Vietnamské války.
Třída Paul Revere představuje největší a nejrychlejší útočné transportní lodě amerického námořnictva. Jejich úkolem byla přeprava velkého množství vojáků vysokou rychlostí, jejich výsadek pomocí vyloďovacích plavidel, velení výsadku a poskytnutí logistické podpory.

## Stavba
Tato třída vznikla přestavbou vojenských nákladních lodí třídy Mariner (typ C4-S-1A) SS Diamond Mariner a SS Prairie Mariner, postavených v letech 1952–1954 americkou loděnicí New York Shipbuilding Corporation v Camdenu. V letech 1956 a 1959 plavidla získalo americké námořnictvo s cílem jejich přestavby na útočné transportní lodě. Přestavbu provedla loděnice Todd Shipbuilding Corporation v San Pedru ve městě Los Angeles. Do služby byly přijaty v letech 1958 a 1961. Kromě těchto dvou plavidel americké námořnictvo přestavělo ještě další tři jednotky třídy Mariner, ná výzkumné lodě USS Compass Island (EAG-153) a USS Observation Island (EAG-154) a útočnou zásobovací loď USS Tulare (AKA-112).
Jednotky třídy Paul Revere:
| Jméno                                               | Založení kýlu   | Spuštěna       | Vstup do služby   | Status |
| --------------------------------------------------- | --------------- | -------------- | ----------------- | --- |
| USS Paul Revere (LPA-248, ex SS Diamond Mariner)    | 15. května 1952 | 11. dubna 1953 | 22. prosince 1953 | Roku 1956 převzata námořnictvem, přestavěna a do služby přijata 3. září 1958. Roku 1980 prodán Španělsku jako Castilla (L-21). Vyřazen 1998.   |
| USS Francis Marion (LPA-249, ex SS Prairie Mariner) |                 | 13. února 1954 | 25. května 1954   | Roku 1959 převzata námořnictvem, přestavěna a do služby přijata 6. července 1961. Roku 1980 prodán Španělsku jako Aragón (L-22). Vyřazen 2000. |

## Konstrukce

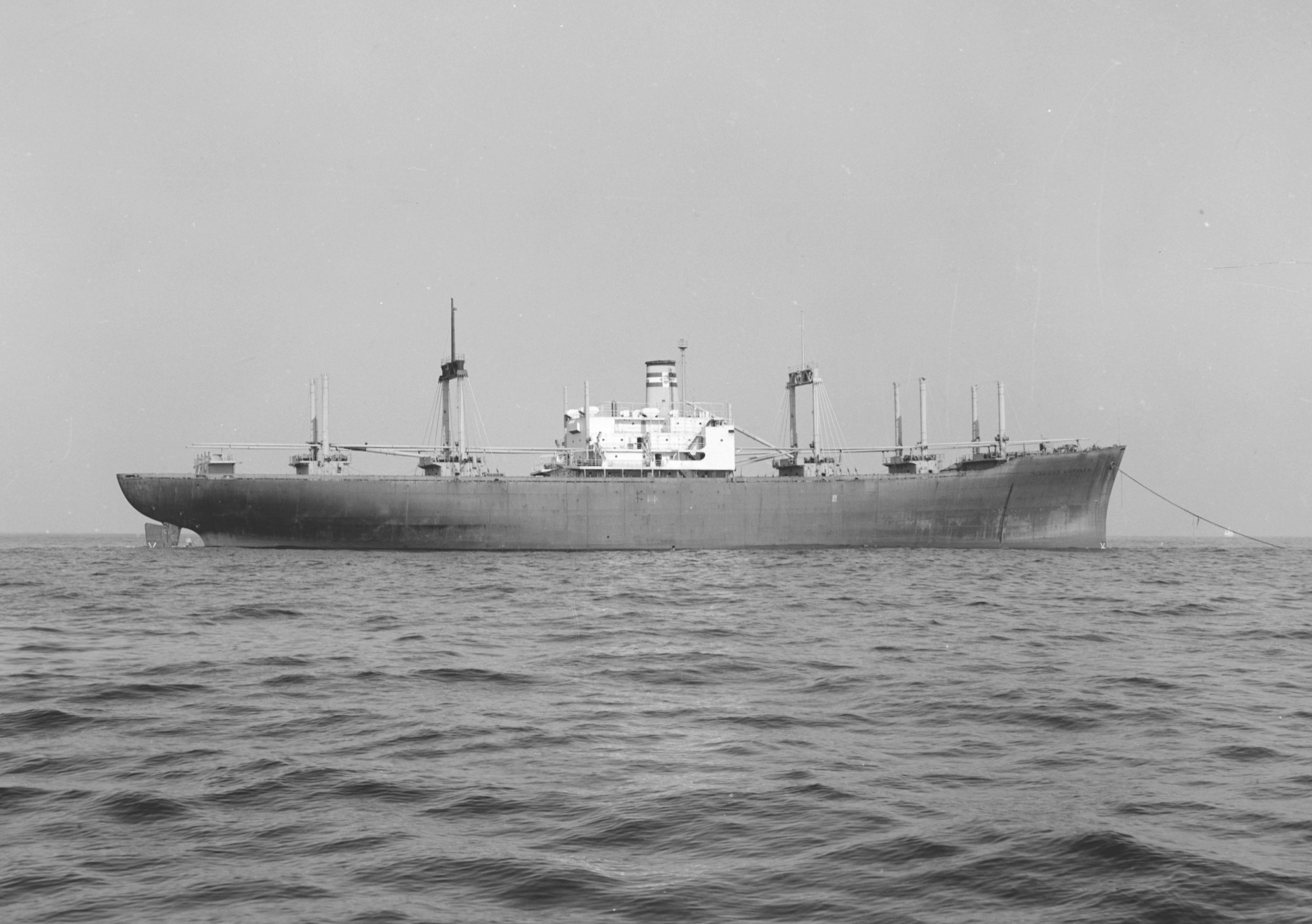
SS Diamond Mariner, pozdější Paul Revere

Plavidla byla vybavena pro velení výsadkovým operacím. Pojmula zesílený prapor námořní pěchoty (1500 vojáků), jejich vybavení (včetně vozidel) a další zásoby. Bylo to až 2800 tun nákladu. K manipulaci s ním sloužily jeřáby o nosnosti až šedesát tun. K jejich výsadku byla vybavena vyloďovacími čluny typů LCVP a LCM. Paul Revere byl dále jako první vojenská transportní loď vybaven přistávací plochou pro vrtulník. Vyzbrojeny byly osmi 76mm kanóny Mk 22 ve dvouhlavňových věžích. Pohonný systém tvořil jeden kotel a jedna turbína o výkonu 19 250 shp, pohánějící jeden lodní šroub. Nejvyšší rychlost dosahovala dvacet uzlů. Dosah byl 10 000 námořních mil při nejvyšší rychlosti.